# Strmac (gmina Priboj)
Strmac (cyr. Стрмац) – wieś w Serbii, w okręgu zlatiborskim, w gminie Priboj. W 2011 roku liczyła 99 mieszkańców.